# Sujeto (filosofía)
En filosofía, el término sujeto hace referencia a un ser que es «autor de sus actos», en el sentido de que su comportamiento o conducta no son meramente «reactivas», sino que aporta un plus de originalidad que responde a lo que solemos entender por decisión o voluntad. Suele añadirse también la capacidad de un conocimiento inteligente, lo que quiere decir que es capaz de conocer la realidad como objeto, es decir, tal cual es, con independencia de las condiciones propias del conocimiento subjetivo. Este es el concepto de sujeto cognoscitivo.

## Consideraciones etimológicas
Debe tenerse en cuenta que las traducciones de la palabra española sujeto (que tiene la etimología latina subiectus palabra latina la cual es un participio pretérito o pasado de la palabra subicĕre (sub- 'debajo de' iacĕre 'arrojar, poner', y por tamtp. subicĕre en latín originalmente significaba 'someter') por la etimología se entiende que en cuanto adjetivo en español sujeto significa a algo o a alguien propenso o expuesto a algo o a alguien; también sujeto es según el DRAE en su tercera acepción una persona tácita o innominada -por ejemplo cuando se ignora su nombre o cuando no se quiere hacer una declaración de la misma- ; según la 2ª acepción del DRAE (2011) sujeto es un tema, una materia o un asunto sobre que se habla o escribe.
En cuanto a lo netamente filosófico, se define también a la palabra sujeto como todo ser del cual se enuncia o predica algo; en tal acepción, es casi equivalente a objeto. El término es complejo, así el DRAE llega a proporcionar otras definiciones contradictorias aunque usuales de sujeto en cuanto al ámbito filosófico como al "espíritu humano" especialmente si se considera en oposición al mundo externo (objetivo) en cualquiera de las relaciones de sensibilidad y de conocimiento e incluso, como término de conciencia en oposición a sí mismo (a lo que cabría añadir tras Lacan, incluso en oposición a "su" ego). 
Desde el punto de vista lingüístico —y en particular desde una perspectiva gramatical— se considera sujeto a un pronombre, a un sustantivo o a un sintagma nominal que estén concordantes necesaria y obligadamente con la persona gramatical y con el verbo de la frase. En cuanto a las traducciones desde varios idiomas (como el inglés, alemán, francés e incluso italiano -para mencionar los principales entre los cuales se usa la palabra derivada del latín sub-iectum -) ha de tenerse en cuenta que frecuentemente las traducciones pueden partir de faux amis ("falsos amigos") ya que en los idiomas recién mencionados la palabra derivada del latino sub-iectum suele tener el significado de objeto o tema de un estudio (es decir, se correspondería con la segunda acepción que el DRAE da para la palabra sujeto y resultaría antagónica con las acepciones usuales en español de América).

## Sujeto según las diversas disciplinas
- Desde el punto de vista de la lógica un sujeto es aquello sobre lo cual se afirma o se niega algo, a tal sujeto se le denomina "concepto-sujeto".
- Desde la perspectiva ontológica el "concepto-sujeto" es un "objeto-sujeto" ya que es todo aquello que puede ser sujeto de un juicio; en tal caso el "objeto-sujeto" puede ser, además de un individuo, cualquier realidad clasificada: un ente real, un ente ideal, un ente de la metafísica, un valor axiológico etc.
- Desde la perspectiva gnoseológica, el sujeto cognoscente es uno de los términos de la correlación sujeto-objeto dada en todo acto de conocimiento, en tal caso no queda negada la mutua autonomía de ambos términos pero en un acto de conocimiento es imposible que uno de los dos elementos quede excluido: en el acto de conocimiento siempre hay un sujeto (personal) que efectúa el conocimiento y un objeto del conocimiento (que puede ser otra persona -un otro- o que puede ser una cosa).
- Desde la perspectiva psicológica el sujeto es (al menos en idioma español) el sujeto psicofísico, a veces -cuando el plano transcendental en el cual se desarrolla el conocimiento es reducido a un plano psicológico o incluso biológico- es confundido con el sujeto gnoseológico antes explicado.
- Desde el punto de vista gramatical el sujeto es distinto del "concepto-sujeto" ya que es la expresión aunque no el "concepto-sujeto" mismo el cual resulta ser exclusivamente lógico.
- Según la psicología social el sujeto humano (que es considerado un sujeto social) se constituye a través de los grupos con los que se vincula incluso desde antes del nacimiento. Por eso aquella habla de un «sujeto sujetado» pero también productor y creativo, en tanto posee la capacidad de transformar su mundo y a sí mismo.
- En el psicoanálisis a partir de Lacan el concepto de sujeto humano suele ser cifrado con el signo $ que quiere decir sujeto clivado ya que el sujeto recién se fundaría a partir de una Spaltung, escisión o clivaje del infante cuando la Función Paterna separa al niño o a la niña del deseo de la madre, y así el sujeto es inscripto en el orden de lo simbólico pudiendo tener un discurso lógico coherente con el principio de realidad; de ese modo aunque vulgarmente se confunde al ego con el sujeto humano, el ego -desde esta perspectiva- es antinómico con el sujeto clivado.